# Оленье (Волгоградская область)
Оленье — село в Дубовском районе Волгоградской области, административный центр и единственный населённый пункт Оленьевского сельского поселения.
Село находится на правом берегу реки Волги (на берегу Оленьевского залива Волгоградского водохранилища в месте впадения реки Оленья в водохранилище) в 15 километрах к северу от Дубовки. В 3 км (южный склон балки Екатерининская) находится родник с питьевой водой — государственный памятник природы «Родник Екатерининский».

## Историческая справка
Одна из версий названий села — от двух балок (оврагов) похожих на рога оленя. Против села «солдатская балка» — в лесу которой якобы прятались мужчины, подлежавшие рекрутскому набору на 25 летний срок службы в солдатах.
Согласно Списку населённых мест Царицынского уезда в 1911 году село Оленье (оно же Дворянка) относилось к Песковатской волости. В селе имелись земская школа, церковь, фельдшерско-акушерский пункт. Село населяли бывшие государственные крестьяне. Крестьяне села составляли одно сельское общество

## Экономика
Основная отрасль экономики — сельское хозяйство. В селе есть школа, медучреждение, магазины, частично газифицировано, автодорога с автобусным сообщением Волгоград — Камышин. Условия для рыбалки. В 3,5 км северо-западнее — Екатерининское месторождение кварцевых песков, добываемое здесь сырьё поставляется на единственный в России завод спецнефтематериалов.

## Население
Динамика численности населения
| 1911 | 2002 |
| ---- | ---- |
| 484  | 989  |

| 2010  | 2012  | 2013  | 2014  | 2015  | 2016  | 2017  |
| ----- | ----- | ----- | ----- | ----- | ----- | ----- |
| 1012  | ↘997  | ↗1025 | ↗1061 | ↘1049 | ↘1048 | ↘1038 |
| 2018  | 2019  | 2020  | 2021  |       |       |       |
| ↘1032 | ↘1012 | ↗1018 | ↘999  |       |       |       |

### Известные жители
- Вронский, Яков Никифорович (1895—1964) — генерал-майор (1945).
- Новиков, Евгений Фёдорович (1930—2014) — председатель колхоза «Оленьевский», заслуженный работник сельского хозяйства РСФСР.
- Янцев, Пётр Илларионович (1908—1943) — участник Великой Отечественной войны, Герой Советского Союза.